# Type MSC
Les dragueurs de mines français de type MSC sont  des dragueurs de mines côtiers  de type AMS-60 Adjutant, sous-groupe de la classe MSC-60. Ils ont été construits sur différents chantiers navals américains.
Les dragueurs de mines côtiers de type MSC constituent une classe de dragueurs de mines intermédiaire entre les MSI (Mine Sweeper Inshore) et les dragueurs de mines océaniques de type MSO (Mine Sweeper Ocean). Ils peuvent travailler à partir d'une profondeur de 10 mètres le long des côtes.

## Service
Au titre du Mutual Defense Assistance Program (MDAP), Trente cinq dragueurs de mines côtiers de cette classe ont été transférés à la France. Ces bâtiments porteront tous des noms de fleurs et en 1953, la marine française reçoit sa première unité, l' Acacia (M 638)
Au début des années 1970, les nouveaux chasseurs de mines rendent obsolètes les dragueurs de mines.  Ils connaissent alors des utilisations différentes (annexes des écoles de navigation, bâtiments-base pour plongeurs-démineurs,...) ou sont rendus aux États-Unis qui les cèdent à d'autres marines en ayant exprimé le besoin.

## Conception
Les MSC sont construits en bois et les équipements métalliques sont en métaux non ferreux pour que la signature magnétique soit le plus faible possible. Le bloc passerelle, en contreplaqué marine, est sur l'arrière de la teugue, devant la cheminée qui est sur le pont principal. Sur la  plage arrière sont disposés les dragues à influences avec les tourets d'alimentation electriques des dragues magnétiques et acoustiques. 
On y trouve aussi le treuil pour le dragage mécanique, les "cochonnets" (flotteurs) ainsi que les divergents et le plongeur. 

### Moyens techniques
Dragage des mines :
- drague mécanique
- drague magnétique
- drague acoustique
- drague explosive

## Les unités
- M631 Pavot (1956-70) - transféré à la marine turque (Selcuk)
- M632 Pervenche (1954-80)
- M633 Pivoine (1955-84)
- M 634 Renoncule (1956-70) - transféré à la marine turque (Seytham)
- M635 Réséda (1955-84)
- M638 Acacia (1953-84)
- M639 Acanthe (1953-81)
- M640 Aconit (1953-77) - transféré à la marine tunisienne (Sousse)
- M667 Ajonc (1954-87)
- M668 Azalée (1953-83)
- M669 Bégonia (1954-77)
- M670 Bleuet (1954-78)
- M671 Camélia (1954-80)
- M672 Chrysanthème (1954-78)
- M673 Coquelicot (1955-73) - transféré à la marine tunisienne (Hannibal)
- M674 Cyclamen (1953-83)
- M675 Eglantine (1955-85) - restitué aux USA
- M676 Gardénia (1954-89)
- M677 Giroflée (1954-80)
- M678 Glaïeul (1957-77)
- M679 Glycine (1954-85) - restitué aux USA
- M680 Jacinthe (1954-82)
- M681 Laurier (1954-80)
- M682 Lilas (1957-81)
- M683 Liseron (1955-87)
- M684 Lobelia (1955-83) - restitué aux USA
- M685 Magnolia (1954-86)
- M686 Marguerite (1954-69) - Transféré à la marine uruguayenne (Rio Negro)
- M687 Mimosa (1955-85) - restitué aux USA
- M688 Muguet (1955-82)
- M689 Myosotis (1954-(55) - transféré à Taïwan(Yung An)
- M690 Narcisse (1953-55)- transféré au Japon (Hashima)
- M691 Œillet (1953-56) - transféré à l'Espagne (Nalon)
- M692 Pâquerette (1955) - transféré à Taïwan(Yung Ping)
- M698 Roselys (1955) - transféré à l'Espagne (Llobregat)
- M699 Tulipe (1956) - transféré au Japon (Yashima)